# Ploning
Ploning é um filme de drama filipino de 2008 dirigido e escrito por Dante Nico Garcia, Jourdan Sebastian e Guia Gonzales. Foi selecionado como representante das Filipinas à edição do Oscar 2009, organizada pela Academia de Artes e Ciências Cinematográficas.

## Elenco
- Judy Ann Santos
- Cedric Amit
- Mylene Dizon
- Bodjong Fernandez
- Gina Pareño
- Eugene Domingo